# Norton in Hales
Norton in Hales est une paroisse civile et un village du Shropshire, en Angleterre.